# Политика одного Китая
Политика одного Китая — принцип внешней политики государств, в основе которого лежит признание существования на карте мира только одного китайского государства, несмотря на то, что существует два государства, претендующих на название «Китай»: Китайская Народная Республика (материковая часть Китая) и Китайская Республика (остров Тайвань). Государства, признающие Китайскую Народную Республику, не признают Китайскую Республику и наоборот. Признавая одно государство, государство разрывает дипломатические отношения с другим.
Политика одного Китая также отличается от принципа единого Китая («политики единого Китая»), на котором настаивают Китайская Народная Республика и Китайская Республика, которые считают друг друга частью «единого Китая». Модифицированная форма принципа единого Китая, отраженная в консенсусе 1992 года, является неотъемлемой частью внешней политики Китайской Народной Республики и Китайской Республики, по которой обе страны признают материковый Китай и Тайвань частью единого Китая, но при этом каждая сторона по-своему интерпретирует принцип и считает себя единственным легитимным правительством Китая, признавая возможность диалога между сторонами.
Принцип единого Китая подвергается критике со стороны сторонников движения за независимость Тайваня, который настаивает на провозглашении «Республики Тайвань» и развития отдельной от материкового Китая идентичности через «тайванизацию». Влияние этого движения на правительство РК вызывает политическую нестабильность: после того, как в 1949 году Коммунистическая партия Китая вытеснила РК из материкового Китая в ходе китайской гражданской войны и основала КНР, националистическое правительство Китайской Республики, которая закрепилась на Тайване, продолжало утверждать, что оно является единственным легитимным правительством Китая. В период президентства Ли Дэнхуэя в конституцию РК были включены дополнительные статьи, согласно которым к объединению государства эта конституция может применяться только на территории Тайваня. Однако избранный в 2008 году президент КР Ма Инцзю 8 октября 2008 года вновь подтвердил претензии на материковую часть Китая.